# Igrzyska Azjatyckie 1994
XII Igrzyska Azjatyckie – zawody sportowe państw azjatyckich, które odbyły się w daniach 2–16 października 1994 w japońskim mieście Hiroszima. Były to pierwsze igrzyska azjatyckie odbywające się w tym mieście i drugie, które rozgrywano w Japonii. Poprzednio Japończycy organizowali tę imprezę w 1958 roku w Tokio. W programie igrzysk znajdowały się 34 dyscypliny.

## Uczestnicy igrzysk
W XII Igrzyskach Azjatyckich wzięły udział 42 reprezentacje, będących członkami Międzynarodowego Komitetu Olimpijskiego. W tych igrzyskach zadebiutowały reprezentacje pięciu byłych republik radzieckich z Azji Środkowej. 
| - Afganistan - Bahrajn - Bangladesz - Bhutan - Brunei - Chiny - Chińskie Tajpej - Filipiny - Hongkong - Indonezja - Indie - Iran - Japonia - Jemen | - Jordania - Kambodża - Katar - Kazachstan - Kirgistan - Korea Południowa - Korea Północna - Kuwejt - Laos - Liban - Makau - Malezja - Malediwy - Mongolia | - Mjanma - Nepal - Oman - Pakistan - Palestyna - Singapur - Sri Lanka - Syria - Tadżykistan - Tajlandia - Turkmenistan - Uzbekistan - Wietnam - Zjednoczone Emiraty Arabskie |

## Konkurencje sportowe na IA 1994
XII Igrzyska Azjatyckie rozgrywano w 34 dyscyplinach sportowych.
| - Łucznictwo - Lekkoatletyka - Badminton - Baseball - Koszykówka - Kręgle - Boks - Kajakarstwo - Kolarstwo - Nurkowanie - Jeździectwo | - Szermierka - Hokej na trawie - Piłka nożna - Golf - Gimnastyka - Piłka ręczna - Judo - Kabaddi - Karate - Pięciobój nowoczesny - Wioślarstwo | - Żeglarstwo - Sepak Takraw - Strzelectwo - Softball - Pływanie - Tenis stołowy - Taekwondo - Tenis ziemny - Piłka siatkowa - Podnoszenie ciężarów - Zapasy |

## Klasyfikacja medalowa
| Miejsce | Reprezentacja                |     |     |     | Łącznie |
| 1       | Chiny                        | 125 | 83  | 58  | 266     |
| 2       | Japonia                      | 64  | 75  | 79  | 218     |
| 3       | Korea Południowa             | 63  | 56  | 64  | 183     |
| 4       | Kazachstan                   | 25  | 26  | 26  | 77      |
| 5       | Uzbekistan                   | 10  | 11  | 19  | 40      |
| 6       | Iran                         | 9   | 9   | 8   | 26      |
| 7       | Chińskie Tajpej              | 7   | 12  | 24  | 43      |
| 8       | Indie                        | 4   | 3   | 15  | 22      |
| 9       | Malezja                      | 4   | 2   | 13  | 19      |
| 10      | Katar                        | 4   | 1   | 15  | 20      |
| 11      | Indonezja                    | 3   | 12  | 11  | 26      |
| 12      | Tajlandia                    | 3   | 9   | 13  | 25      |
| 13      | Syria                        | 3   | 3   | 1   | 7       |
| 14      | Filipiny                     | 3   | 2   | 8   | 13      |
| 15      | Kuwejt                       | 3   | 1   | 5   | 9       |
| 16      | Arabia Saudyjska             | 1   | 3   | 5   | 9       |
| 17      | Turkmenistan                 | 1   | 3   | 3   | 7       |
| 18      | Mongolia                     | 1   | 2   | 6   | 9       |
| 19      | Wietnam                      | 1   | 2   | 0   | 3       |
| 20      | Singapur                     | 1   | 1   | 5   | 7       |
| 21      | Hongkong                     | 0   | 5   | 7   | 12      |
| 22      | Pakistan                     | 0   | 4   | 6   | 10      |
| 23      | Kirgistan                    | 0   | 4   | 5   | 9       |
| 24      | Jordania                     | 0   | 2   | 2   | 4       |
| 25      | Zjednoczone Emiraty Arabskie | 0   | 1   | 3   | 4       |
| 26      | Makau                        | 0   | 1   | 1   | 2       |
| 26      | Sri Lanka                    | 0   | 1   | 1   | 2       |
| 28      | Bangladesz                   | 0   | 1   | 0   | 1       |
| 29      | Brunei                       | 0   | 0   | 2   | 2       |
| 29      | Mjanma                       | 0   | 0   | 2   | 2       |
| 29      | Nepal                        | 0   | 0   | 2   | 2       |
| 29      | Tadżykistan                  | 0   | 0   | 2   | 2       |
| Razem   | Razem                        | 335 | 335 | 411 | 1081    |